# Commutateur empilable

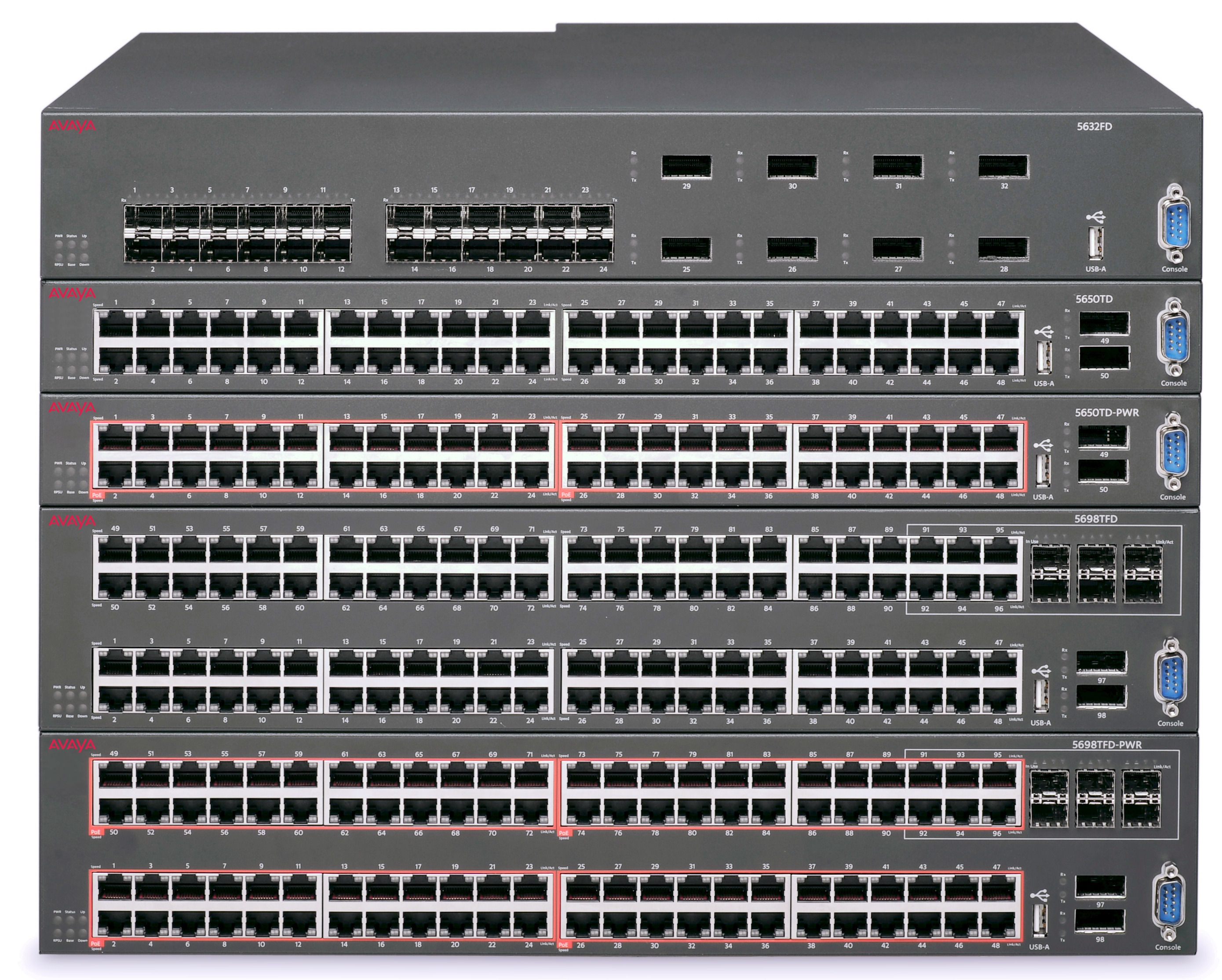
la famille ERS-5600 de commutateurs empilables de Avaya.

Un commutateur empilable (stackable switch ou stacking switch en anglais) est un commutateur réseau qui est complètement fonctionnel pris isolément, mais qui peut également être préparé pour coopérer avec un ou plusieurs autres commutateurs de façon à former un seul « commutateur » logique. La « pile » (stack) ainsi formée a alors toutes les caractéristiques d'un commutateur isolé, mais possède un nombre de ports égal à la somme des ports des différents commutateurs qui la constituent.
Les commutateurs empilables sont d'ordinaire des commutateurs Ethernet administrables (managed switches), montés en rack, de taille 1 ou 2 U. La plupart du temps, ils ont un nombre de ports non modulable en face avant, mais certains modèles disposent d'emplacements pour y placer des modules pour ajouter des ports ou des fonctionnalités. Parmi les configurations fréquentes, il y a les modèles à 24 ports et à 48 ports.

## Comparaison avec d'autres agencements de commutateurs
Il y a trois façons d'augmenter le nombre de ports dans une armoire technique :
1. relier les commutateurs en réseau commuté ordinaire ;
2. utiliser un châssis modulaire et y insérer de nouveaux modules comportant un certain nombre de ports supplémentaires ;
3. utiliser des commutateurs empilables.

Les commutateurs empilables ont les avantages suivants sur des commutateurs montés en réseau :
- administration simplifiée (on ne gère qu'un seul commutateur logique) ;
- agrégation de ports se trouvant sur des boitiers différents.

Les commutateurs empilables ont les inconvénients suivants sur des commutateurs montés en réseau :
- des commutateurs de constructeurs différents ne peuvent pas être empilés ensemble ;
- la distance maximale entre les commutateurs est plus limitée sur certains matériels (parfois à quelques mètres).

Les commutateurs empilables ont les avantages suivants sur les commutateurs modulaires :
- montée en charge (scalability - il suffit d'ajouter de nouveaux composants à la pile pour monter en nombre de ports) ;
- flexibilité (on peut un jour empiler les composants et un autre jour les gérer séparément) ;
- tolérance partielle aux pannes (un composant défectueux de la pile sera simplement ignoré et le reste de la pile continuera à fonctionner).

Les commutateurs empilables ont les inconvénients suivants par rapport aux châssis modulaires :
- prix (à nombre de ports équivalent, la pile de commutateurs peut être plus chère que le châssis modulaire et ses modules d'extension) ;
- encombrement, consommation électrique et production de chaleur (chaque composant de la pile a son propre boitier et sa propre alimentation) ;
- les commutateurs modulaires haut de gamme ont aussi de la tolérance de panne.

## Fonctionnement
Une des caractéristiques d'une pile de commutateurs est qu'elle est administrée comme un tout. En particulier, elle ne possède qu'une seule adresse IP d'administration, au lieu d'une adresse IP par unité empilée. L'interface d'administration (par ligne de commandes, interface graphique spécialisée ou interface web) est unifiée. Il en va de même pour l'administration par SNMP.
De nombreux constructeurs s'attachent à rendre la pile résistante (stacking resiliency). En effet, si un des commutateurs de la pile est éteint, désactivé ou en panne, les données le contourneront, ce qui permet aux unités restantes de continuer à fonctionner comme une pile.
Dans le cas d'un commutateur multicouche, la gestion du routage peut migrer d'une unité de la pile vers une autre (layer 3 redundancy).
Certaines architectures d'empilement permettent de mélanger les technologies réseau, les différentes familles de produits ou les vitesses de ports (mix and match of technology). Il y a néanmoins incompatibilité entre les commutateurs provenant de constructeurs différents, on ne peut pas les empiler ensemble. En effet, les protocoles de gestion de l'empilement ne sont pas normalisés.
On utilise parfois des liens réseau ordinaires pour relier les unités de la pile, tandis que certains constructeurs utilisent des ports et des câbles spécialisés et propriétaires. Cette dernière solution assure une bande passante dédiée (dedicated bandwidth) et permet parfois d'atteindre des vitesses entre les commutateurs supérieures à celles de connexions réseau ordinaires. 
Les constructeurs ne sont pas d'accord sur la définition exacte d'un commutateur empilable. Certains analystes[Qui ?] ont dit qu'un produit n'était pas empilable si par exemple la liaison entre les commutateurs ne bénéficiait pas d'une bande passante dédiée.

## Terminologie
Voici quelques termes associés aux commutateurs empilables :
- Stacking backplane : décrit les connexions de « fond de panier » reliant les unités empilées ainsi que la bande passante de cette connexion. Dans l'idéal, la bande passante de fond de panier doit être plus élevée que la somme des bandes passantes des liens réseau.
- Clustering : on parle parfois de « grappe » (cluster) pour qualifier un groupe de commutateurs administrés de façon unifiée au moyen d'une seule adresse IP, pour le distinguer d'une « véritable » pile où les commutateurs sont reliés par des liens spécialisés.
- Stack Master ou Stack Commander : dans certaines architectures de pile, comme StackWise de Cisco, une unité est désignée comme l'unité principale de la pile, qui est alors désignée comme le « maitre de la pile ». Toute la gestion est déportée dans cette unité, et des mécanismes de reprise permettent éventuellement d'élire un nouveau maitre si le précédent tombe en panne.
- Slave unit ou Member unit : les unités secondaires lorsque la notion d'unité maitre existe.

### Source
- (en) Cet article est partiellement ou en totalité issu de l’article de Wikipédia en anglais intitulé « Stackable switch » (voir la liste des auteurs).